# مائير آرغوف
مائير آرگوف ((بالعبرية: מאיר ארגוב‏)، مائير گرابوفسكي؛ 1905 – 24 نوفمبر 1963) كان ناشط صهيوني، سياسي إسرائيلي واحد الموقعين على وثيقة اعلان استقلال إسرائيل. [هل المصدر موثوق به؟] ولد في ريبنيتسا في الامبراطورية الروسية (اليوم في ترانسنيستريا / مولدوفا). [هل المصدر موثوق به؟]